# Marc Planus
Marc Planus, född 7 mars 1982, är en fransk före detta fotbollsspelare (försvarare) som under hela sin karriär spelade för Bordeaux.

## Meriter
- Ligue 1: 2008/2009
- Franska supercupen: 2008, 2009
- Franska ligacupen: 2007, 2009